# 平田村 (愛知県)
平田村（ひらたむら）は、愛知県西春日井郡にかつてあった村。現在の愛知県名古屋市西区平田に該当する。

## 沿革
- 明治22年（1889年）10月1日 - 町村制の施行により、平田村が単独で自治体を形成。
- 明治39年（1906年）7月16日 - 大野木村・比良村・上小田井村・中小田井村と合併して山田村が発足。同日平田村廃止[1]。